# Staatliche Schota-Rustaweli-Universität
Die Staatliche Schota-Rustaweli-Universität (georgisch ბათუმის შოთა რუსთაველის სახელმწიფო უნივერსიტეტი) ist eine Universität in der südwestgeorgischen Stadt Batumi. Die Universität existiert in ihrer heutigen Form seit 1990 und ging aus dem Pädagogischen Institut Batumi hervor, das bereits 1945 gegründet wurde. Sie hat heute fünf Fakultäten, an denen zirka 5.000 Studenten studieren.
Die Universität ist nach dem mittelalterlichen georgischen Poeten Schota Rustaweli benannt.